# 众埃米尔之埃米尔
众埃米尔之埃米尔（阿拉伯语：‎，羅馬化：amīr al-umarāʾ）是10世纪在阿拔斯哈里发国出现的一个高级军事头衔，基于阿拉伯头衔“埃米尔”而产生。936年后的十年中，这一头衔的持有者盖过了维齐尔领导的民事官僚机构，成为实际上的掌权者，阿拔斯王朝的哈里发们则沦为纯粹的礼仪角色。之后白益王朝的统治者也以这个头衔为基础，控制了阿拔斯王朝哈里发与伊拉克，直至11世纪中期。
中东的其他穆斯林政权也曾使用这个头衔，但一般仅限于授予高级将领，诺曼人统治下的西西里王国也曾将此头衔授予国王的几位首席大臣。

## 在阿拔斯哈里发国

### 背景
第一个获得“众埃米尔之埃米尔”头衔的是哈里发穆克台迪尔（908-932年在位）的堂亲、将领哈伦·本·加里卜（Harun ibn Gharib），他于928年获得该头衔。之后一位是他的政坛对手，宦官穆尼斯·穆赞法尔，后者在穆克台迪尔在位的大部分时期里担任军队总司令，实际掌握着政权。928年后，穆尼斯卷入了与行政官僚们的争权斗争，最终导致哈里发被废黜并处决，其兄弟嘎希尔继位（932-934年在位），穆尼斯及其军队主导了哈里发政权，导致国家进入了一段动荡时期，用学者休·肯尼迪的话来说，“主要是军阀们争夺哈里发以及可能更重要的萨瓦德地区的足以满足他们手下的税收”。
穆尼斯本人于933年被嘎希尔杀死，但934年的宫廷政变又使哈里发被废，代以拉迪（934-940年在位），频繁的政变与争夺政权的暴力冲突使得巴格达的中央政府大大削弱，对马格里布和呼罗珊的控制早已丧失，这一时期，更靠近伊拉克的地区也开始由自治的君主统治：埃及与沙姆（叙利亚）由伊赫什德王朝统治，赫姆丹王朝控制了上美索不达米亚，伊朗大部则被德莱木人控制，其中最强大的是白益王朝。即使在伊拉克本身，哈里发政权的权威也遭遇挑战，在南边，阿布·阿卜杜拉·贝里迪控制了巴士拉与周边地区，拒绝向巴格达交税，并与法尔斯的白益王朝建立联系。阿拉伯史家伊本·艾西尔称穆尼斯死后， 财政大臣塔里夫·苏布卡里（Tarif al-Subkari）接任“众埃米尔之埃米尔”。

### 上升至摄政地位
936年11月，维齐尔伊本·穆格莱没能控制各省总督，哈里发国财政陷入灾难境地，导致瓦西特总督穆罕默德·本·拉伊格被任命为“众埃米尔之埃米尔”。授予伊本·拉伊格和他的继任者们的权力十分广泛，根据同期学者米斯克韦的记载，他被任命为巴格达总督、军队总司令，并主持收取土地税、监督所有公共财产、维持治安。他被授予旗帜、官袍，获得被以从子名（kunya）称呼的特权，其名字和哈里发的名字一样出现在主麻日讲词中，实际上，米斯克韦写道，哈里发“授权他统治国家”。此后，所有军民大权都从哈里发转移到“众埃米尔之埃米尔”及其掌握行政的幕僚手中。伊本·拉伊格还解散了旧禁卫军，使得哈里发失去了最后一批支持者，并以自己手下的突厥人和德莱木人取代他们，构成哈里发军队的新核心。

### 争夺权力（936年-946年）

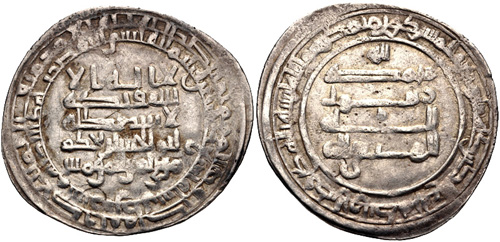
940/941年铸造的银第尔汗，上有哈里发穆台基和“众埃米尔之埃米尔”贝杰凯姆之名

尽管拥有非常规的巨大权力，但伊本·拉伊格没能稳定局势，随后的十年中，各地的强人纷纷起来争夺“众埃米尔之埃米尔”头衔。938年9月9日，伊本·拉伊格被他的前手下突厥人贝杰凯姆推翻，四天后自己接任“埃米尔之埃米尔”，在哈里发拉迪死后拥立穆台基（940-944年在位），但他于941年4月21日被库尔德强盗杀死。哈里发穆台基想要恢复文官统治，任命伊本·麦蒙（Ibn Maymun）和阿布·阿卜杜拉·贝里迪为维齐尔，但军人在库兰基杰的带领下重新掌控了局势，后者于7月1日成为“众埃米尔之埃米尔”。
同年9月16日，他又被伊本·拉伊格赶下台，后者几天后重获这一头衔，但他的东山再起引起了带兵控制巴格达的贝里迪的不满，伊本·拉伊格与哈里发被迫逃到统治摩苏尔的赫姆丹王朝君主哈桑处，哈桑帮助哈里发夺回巴格达，并于942年2月13日刺杀了伊本·拉伊格，2月18日，他自称“众埃米尔之埃米尔”，并得到尊称“纳西尔·道莱”，不过他也面临财政问题而无法控制局势，他手下的突厥将领突尊发动叛乱，迫使他于943年5月11日放弃头衔，撤回摩苏尔。6月1日，突尊成为新任“众埃米尔之埃米尔”。
哈里发穆台基渴望独立统治，于是留在拉卡，并与统治埃及的伊赫什德联系，后者劝他前往埃及避难，但最终哈里发拒绝了这一提议并返回巴格达。突尊将他废黜并致盲，扶立穆斯台克菲（944-946年在位），他本人一直担任“众埃米尔之埃米尔”直到945年8月或9月，但伊朗的白益王朝已开始威胁他的统治，944年，艾哈迈德·本·白益（尊号“穆仪兹·道莱”） 进攻巴格达，但被击退。突尊死后，其秘书伊本·希尔扎德继承其位，但权势不稳，他尝试与纳西尔·道莱结盟以自保，但徒劳无功。946年1月17日艾哈迈德·本·白益率军进入巴格达，开启了白益王朝统治巴格达与伊拉克的时代，直到11世纪中期被塞尔柱突厥征服才结束。

### 白益王朝
拥有“众埃米尔之埃米尔”头衔成为白益王朝构建在巴格达的权力体系的基础，哈里发现在更类似领取年薪的国家官员。尽管夺取巴格达的是艾哈迈德·本·白益，但白益家族几个兄弟之间有强大的家族联系来确定每个人的地位，“众埃米尔之埃米尔”头衔给了统治法尔斯的长兄阿里，尊号“伊马德·道莱”。949年后者死去，兄弟中还在世的最年长的接任，即统治雷伊的“鲁肯·道莱”，直到他于976年去世。但似乎统治伊拉克的艾哈迈德（尊号“穆仪兹·道莱”）也自己保留了这个头衔，并于955年赐予其子“伊兹·道莱”，并宣布他为自己的继承人。作为回应，鲁肯·道莱之子、继承人“阿杜德·道莱”开始使用波斯式头衔，如“沙汉沙（众沙之沙）”、“马利克（王）”、“众马利克之马利克”，以强调自己的至高地位。在后来的白益王朝统治者中，波斯头衔地位更高，“众埃米尔之埃米尔”成为授予指定继承人的头衔。总的来说，白益王朝运用这一头衔的方式存在不一致，且它更多地是个礼仪性的头衔而非实际的官职。

## 在其他穆斯林国家

### 伊朗与呼罗珊
在更东边，萨曼王朝与加兹尼王朝似乎都不常使用这个头衔，一个例外是991年叛乱控制呼罗珊的将领阿布·阿里·西姆朱里（Abu Ali Simjuri）曾自称“众埃米尔之埃米尔”。之后的穆斯林王朝，无论是伊朗族的还是突厥族的，主要把这个头衔授給将领，但并不总是授予军队的总司令官。11世纪后期崛起并掌控哈里发国土地的塞尔柱突厥人将其用作授予高级将领的许多头衔，如伊斯帕赫萨拉尔、军队的埃米尔（amir-i salar）、军队的穆盖德木（muqaddam al-'askar）等之一。在两个例子中，这一头衔被王室成员持有，以示区别：先是恰格勒贝格之子，曾于1073年被任命为北阿富汗总督的奥斯曼（Osman）；后有恰格勒贝格之孙，曾于1097年在呼罗珊起兵反抗其侄苏丹巴尔基雅鲁克（1094-1105年在位）的穆罕默德。
在萨法维王朝治下的伊朗，这个头衔起初很重要，因为它被授予王朝的军事支柱奇兹尔巴什军队的总司令。1501-1510年持有这个头衔的侯赛因贝格·拉勒赫·沙姆鲁曾是整个国家最有权势的官员，但在他倒台之后，这个头衔的地位降低，其权势部分被库尔奇巴什（qurčibaši），即土库曼部落骑兵的统帅取代。1524-1533年，奇兹尔巴什掌控着年幼的塔赫玛斯普一世德政权，在此期间“众埃米尔之埃米尔”头衔地位再次上升，但此后几乎完全消失。萨法维王朝后期，这一头衔偶尔出现，通常授予镇守某段面临外敌入侵的边界的将领。

### 马穆鲁克王朝与奥斯曼帝国
这一头衔偶尔也被开罗的马穆鲁克苏丹国使用，经常被授予军队总指挥官（atabak al-'asakir，军队的阿塔贝格），但有时也授予其他埃米尔。在奥斯曼帝国，“众埃米尔之埃米尔”被用作突厥语头衔贝勒贝伊（众贝伊之贝伊）的阿拉伯语翻译。

## 在诺曼人治下的西西里
由于阿拉伯人曾长期统治西西里岛，诺曼人统治的西西里王国在行政中沿用了许多阿拉伯术语，其中就有头衔“埃米尔”（王国行政中使用的另两种语言），其持有者民政、军事职责兼有。在罗杰二世（1130-1154年在位）手下效命希腊裔基督徒安条克的乔治曾被授予“大埃米尔”与“众埃米尔之埃米尔”头衔。在他死后，威廉一世（1154-1166年在位）国王又于1154年授予巴里的迈奥内“众埃米尔之埃米尔”头衔，直到后者于1160年被刺杀。西西里的最后一位“众埃米尔之埃米尔”是布林迪西的马加里托，他持有这一头衔直到1194年欧特维尔王朝结束。13世纪许多西地中海国家开始使用这一词汇的各种变化形式指代海军将领，因而现代许多欧洲语言中的“海军上将（如英语的Admiral）”军衔名称就源于这一阿拉伯词汇。

## 引用
1. 1 2 3 4 5 6 7 8  Bosworth & Savory 1985，第969–971頁.
2. ↑  Kennedy 2004，第186–193頁.
3. ↑  Kennedy 2004，第194頁.
4. ↑  Kennedy 2004，第194–195頁.
5. ↑  Donohue 2003，第110頁.
6. ↑  Kennedy 2004，第195頁.
7. ↑  Kennedy 2004，第195–196頁.
8. 1 2  Donohue 2003，第9頁.
9. ↑  Kennedy 2004，第196, 270頁.
10. ↑  Donohue 2003，第9–10頁.
11. ↑  Kennedy 2004，第196, 214–215頁.
12. ↑  cf. Kennedy 2004，第215–240頁.
13. ↑  Donohue 2003，第13–34, 128頁.
14. 1 2  Zetterstéen 1960，第446頁.
15. ↑  Takayama 1993，第18, 66-68, 96頁.
16. ↑  Abulafia 2012，第321–322頁.